# FileCommander
FileCommander — бесплатный двухпанельный файловый менеджер с закрытым исходным кодом. Утилита не требует установки (может работать с USB-накопителей) и работает под управлением операционной системы Microsoft Windows.

## Описание
Файловый менеджер предоставляет пользователям простой инструмент, который позволяет без особых хлопот производить разнообразные операции с любыми типами файлов.
Утилита отображает скрытые и системные файлы, а также позволяет изменять их атрибуты, перемещать, копировать или удалять.
Среди прочих возможностей FileCommander, можно выделить запись файлов на диски, открытие и чтение архивов ZIP, RAR и 7zip внутри менеджера, оснащён встроенной утилитой для очистки оперативной памяти, имеет встроенный чат и собственный буфер обмена, поддерживает работу с плагинами, синхронизирует каталоги, отображает список запущенных процессов и список установленных программ, имеет многоязычный интерфейс и многое другое.
На данный момент разработка проекта не поддерживается.